# Harra
Harra ist ein Ortsteil der Gemeinde Rosenthal am Rennsteig im Süden des thüringischen Saale-Orla-Kreises.

## Geografie und Geologie
Die durchschnittliche Höhenlage ist für die Gemarkung von Harra mit 444 m ü. NN angegeben. Der Ort liegt am Ende des Bleilochstausees an der Saale. Die Gemarkung umfasst mit den Ortsteilen 1.438 ha und zählt zu den Ausläufern des Thüringer Schiefergebirges. Sie ist fast vollständig von Wald umgeben.

## Nachbarorte

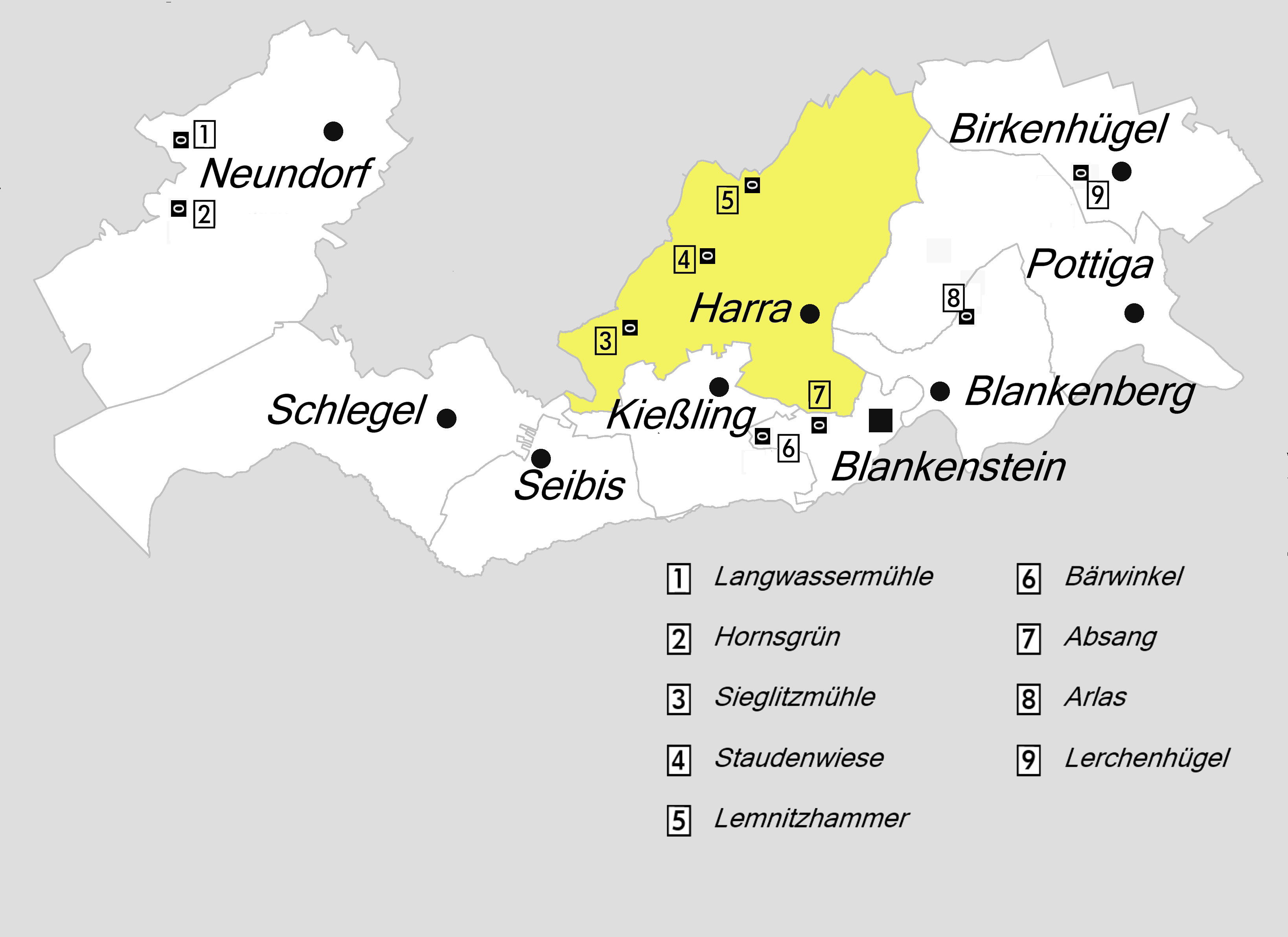
Harra und seine ehemaligen Ortsteile Kießling und Lemnitzhammer

Angrenzende Ortschaften sind Birkenhügel, Blankenberg, Blankenstein, Pottiga, Schlegel und die Stadt Bad Lobenstein im Saale-Orla-Kreis sowie die Stadt Lichtenberg im bayerischen Landkreis Hof.
In der Nähe von Harra liegt die Wüstung Absang, wo sich noch im 19. Jahrhundert ein reußisches Vorwerk befand, dessen Einwohner nach Harra gepfarrt waren.

## Neckname
Die Einwohner werden scherzhaft „Harcher Leingstamauser“ (Harraer Grabsteinmauser) genannt.

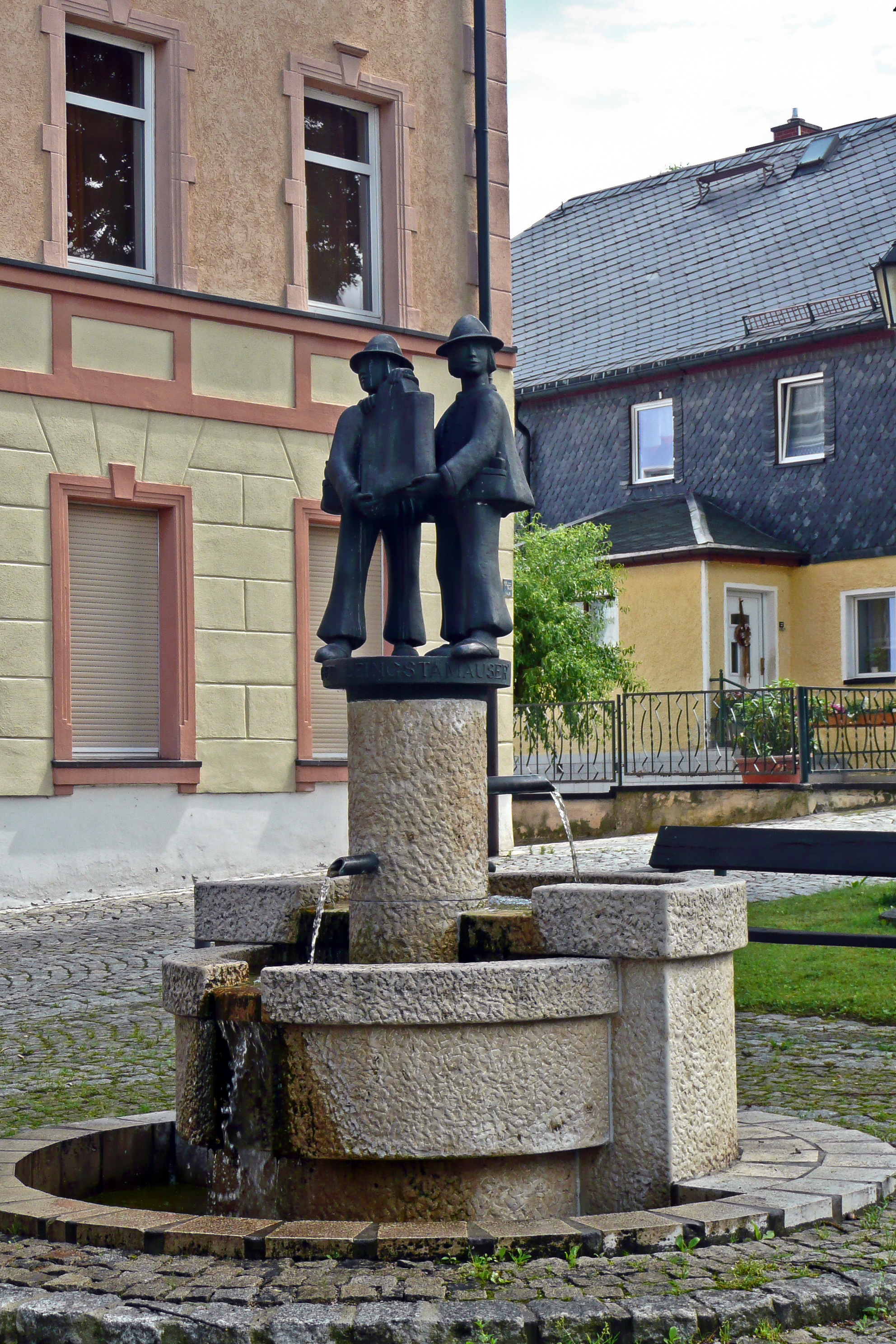
Zierbrunnen in Harra mit den „Harcher Leingstamausern“

## Geschichte
Am 22. April 1232 wurde Harra erstmals urkundlich genannt.
Es ist bekannt, dass Harra Rittersitz des Albert von Harra war, daher der Name, sagt man.
Am 14. August 1905 wurde die Schule eingeweiht, in der bis 1991 unterrichtet wurde.
Am 1. Januar 2019 schloss sich die Gemeinde Harra mit ihren Ortsteilen Kießling und Lemnitzhammer, die jeweils zwei Kilometer entfernt südwestlich bzw. nördlich liegen, sowie sechs weiteren Gemeinden aus der aufgelösten Verwaltungsgemeinschaft Saale-Rennsteig zur Einheitsgemeinde Rosenthal am Rennsteig zusammen.

### Harraer Schlacht

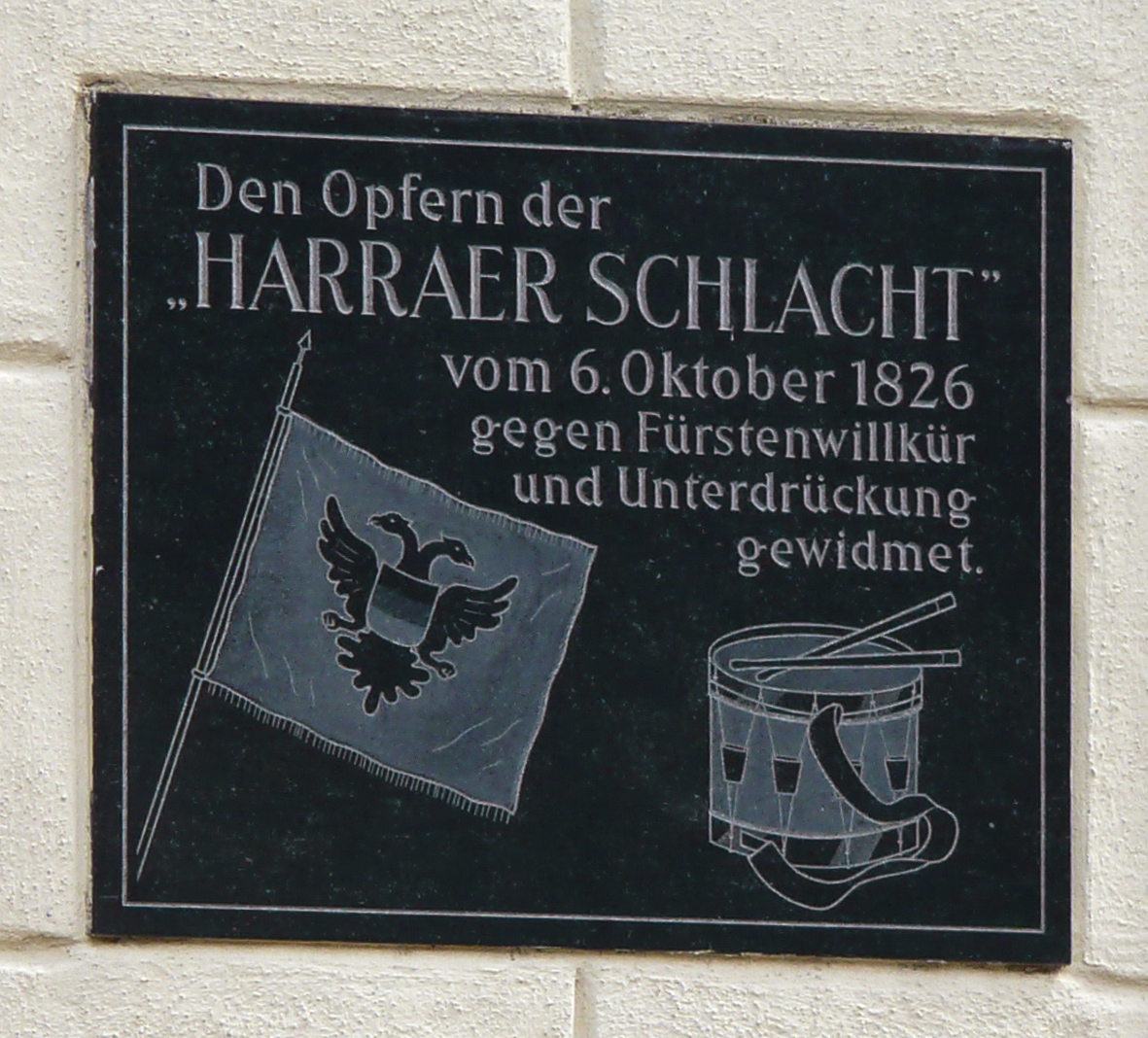
Gedenktafel an die Harraer Schlacht

Die Harraer Schlacht war eine blutige Auseinandersetzung am 6. Oktober 1826. Dabei trafen Bauern aus Harra sowie anderen Dörfern und Truppen des Fürsten Heinrich LXXII. aufeinander.

#### Vorgeschichte
Bereits am 31. März 1819 wurden die Hausbesitzer im Fürstentum Reuß-Lobenstein aufgefordert, „freiwillig“ der Magdeburger Brandversicherungsanstalt beizutreten. Diese Aufforderung wurde weitgehend ignoriert, da die Auffassung herrschte, durch die Bauart der Häuser seien Brände kaum zu befürchten. Am 24. August 1824 wurden schließlich alle Hausbesitzer zum Beitritt verpflichtet. Wie schon im Vorfeld wurde es offenbar versäumt, den Bewohnern die Vorteile einer solchen Versicherung zu vermitteln.

#### Die Schlacht
Diverse Vorsprachen und Schreiben bei bzw. an die Landesregierung und Heinrich LXXII. selbst führten zu keinem Ergebnis. Die verweigerten Versicherungsbeiträge wurden per Execution beigetrieben.
Um die drohende Pfändung mit Gewalt zu verhindern, rotteten sich in Harra Bauern aus dem Ort und einigen umliegenden Dörfern zusammen. Daraufhin entsandte Heinrich LXXII. zwei Kompanien Militär nach Harra. Schließlich standen sich am 6. Oktober 1826 die unbewaffneten, aber aufgeregten Bauern und die Soldaten auf dem heutigen Dorfplatz in Harra gegenüber. Die Aufforderung, auseinanderzugehen, blieb ohne Erfolg. Daraufhin eröffnete das Militär aus ungeklärten Gründen das Feuer.
Durch den Angriff kamen 17 Menschen ums Leben, mehrere wurden schwer verwundet.

#### Nachwirkung
Einige beteiligte bayerische Bauern wandten sich an den Erzbischof von Bamberg, sodass die Sache vor die Bundesversammlung kam. Es wurde eine Untersuchungskommission nach Lobenstein-Ebersdorf abgeordnet. Das Ergebnis der Untersuchung wurde nicht bekannt. Der für den Feuerbefehl Verantwortliche konnte offenbar nicht ermittelt werden.
In den 1980er Jahren wurde an der damaligen Gaststätte Eintracht auf dem Dorfplatz eine Tafel zur Erinnerung an die Schlacht angebracht, die sich noch dort befindet. Das Gebäude dient inzwischen als Wohnhaus.

### Rittergut Harra
Das Rittergut Harra war ein großes landtagsfähiges Rittergut. Mit dem Besitz des Rittergutes verbunden war die Patrimonialgerichtsbarkeit in Form der Erbgerichtsbarkeit über die Besitzungen in Harra, Kießling, Schlegel und Seibis. Das Gut gehörte am Ende des Mittelalters der Familie von Blankenberg. 1554 wurde das Gut in das untere und das obere Gut Harra geteilt. Hinzu kam das Rittergut Kießling, welches mit dem Rittergut Harra verbunden war. 1576 erwarb die Familie von Reitzenstein das Rittergut Kießling, 1582 und 1608 erwarb sie auch das untere und das obere Gut Harra. 1641 verkaufte sie das obere Gut an die Familie von Watzdorf, die es 1663 an von Draxdorf weiterverkaufte. Das untere Gut und das Rittergut Kießling wurden 1679 und 1680 an Muffel von Ermreuth verkauft.
1688 erwarb die Familie von Watzdorf erneut das Rittergut Kießling, 1692 auch die beiden Güter in Harra. 1700 gelangten die drei Güter in den Besitz der Ehefrau von Heinrich XVII. (Reuß-Lobenstein) und 1712 an den Grafen von Gleichen und Hatzfeld. 1721 wurde erneut Reuß jüngerer Linie Eigentümer und die Güter wurden Kammergut. Die niedere Gerichtsbarkeit bestand weiter, wurde aber vom Amt Lobenstein wahrgenommen. Sie wurde 1851 aufgehoben und ging an den Staat über.
Bei der Vermögensauseinandersetzung zwischen dem Volksstaat Reuß und dem Fürstenhaus wurde das Gut Eigentum des Volksstaates. Dieser verkaufte das Staatsgut 1926 im Zusammenhang mit dem Bau der Saaletalsperre an die Aktiengesellschaft Obere Saale.

### Einwohnerentwicklung
Entwicklung der Einwohnerzahl (ab 1994: Stand jeweils 31. Dezember):
| - 1926: 1025 - 1994: 1018 - 1995: 1015 - 1996: 1019 - 1997: 1032 - 1998: 1008 | - 1999: 1014 - 2000: 1025 - 2001: 1011 - 2002: 1003 - 2003: 0994 - 2004: 0966 | - 2005: 945 - 2006: 930 - 2007: 921 - 2008: 916 - 2009: 916 - 2010: 895 | - 2011: 880 - 2012: 870 - 2013: 856 - 2014: 840 - 2015: 841 - 2016: 826 | - 2017: 828 - 2018: 808 |

 Datenquelle ab 1994: Thüringer Landesamt für Statistik

## Geschichtsdenkmale
Häftlinge eines Todesmarsches vom KZ Buchenwald zum KZ Flossenbürg, die durch den Ort getrieben wurden, fanden ihr Grab auf dem Friedhof des Ortes, nachdem sie von SS-Männern ermordet worden waren. An sie erinnert seit 1969 ein Gedenkstein an die Opfer des Faschismus auf dem Schillerplatz.

## Verkehr

### Bahn

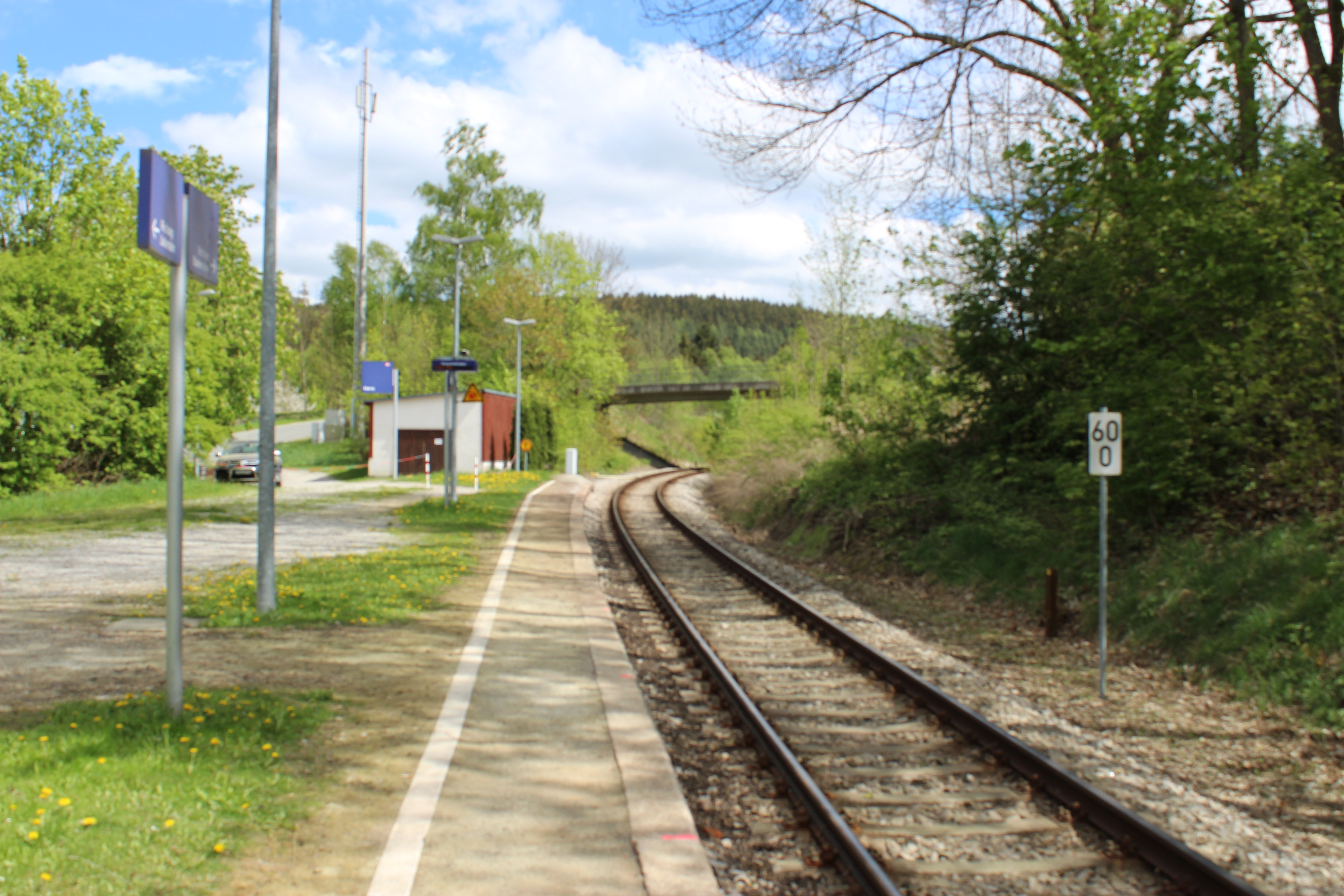
Haltepunkt Harra (2018)

Der Haltepunkt Harra an der Bahnstrecke Saalfeld – Blankenstein wurde ursprünglich im Zuge der Oberland- und Höllentalbahn Triptis–Marxgrün errichtet. Nördlich von Harra, nahe Lemnitzhammer, liegt an der gleichen Strecke der Haltepunkt Harra Nord, der vorwiegend aus touristischen Gründen eingerichtet wurde. Für den Personenverkehr wurde die Strecke im Jahr 2012 zweistündlich von den Erfurter-Bahn-Zügen der RB 32 bedient.

### Wasser

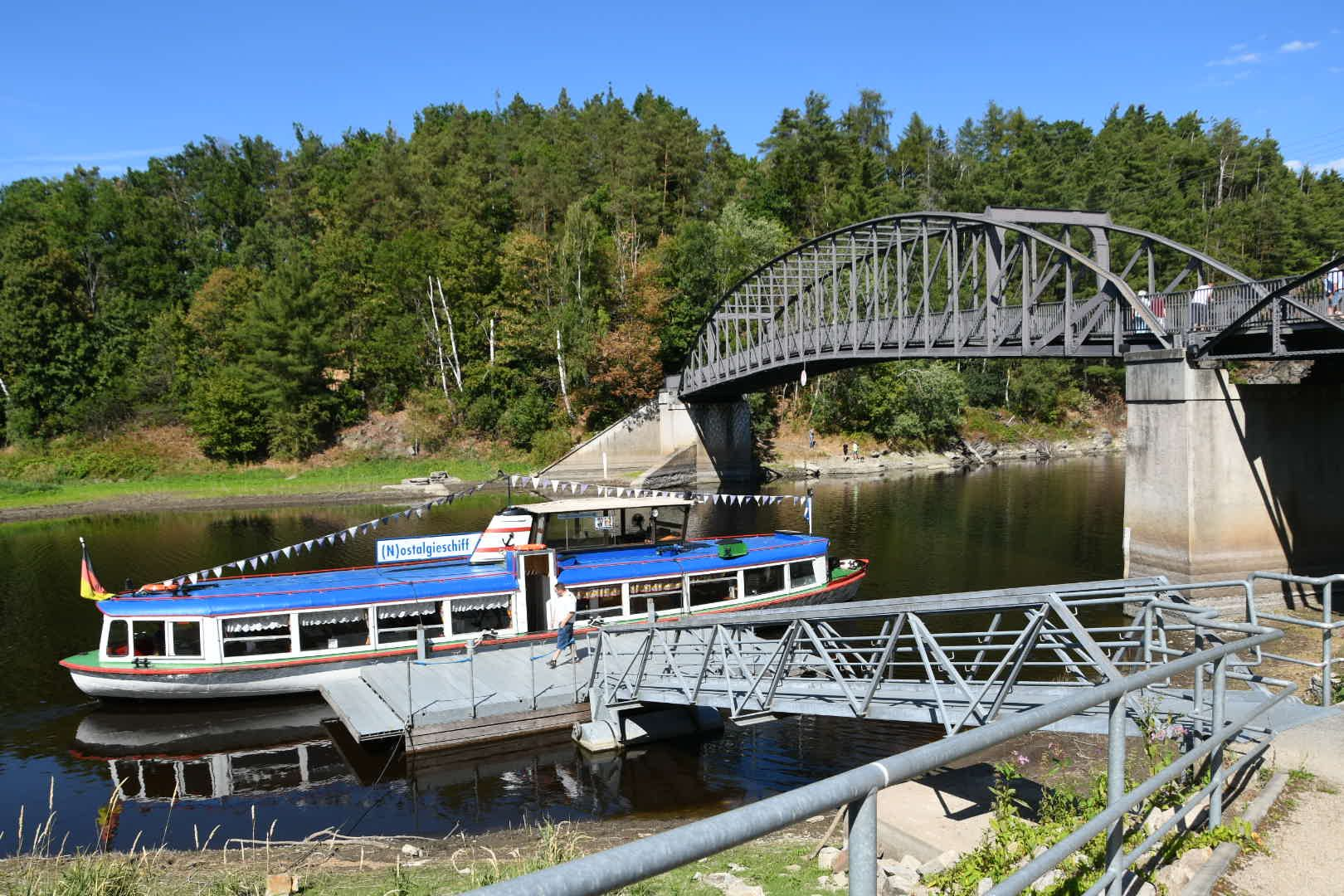
Schiffsanleger an der Saalebrücke

Harra ist Endstation einer Schiffslinie von Saalburg auf dem Bleilochstausee an der Saale.

### Straße
Durch das Dorf verläuft, von Bad Lobenstein kommend, die L 2372, die in Blankenstein in die Landesstraße 1093 mündet.

## Söhne und Töchter des Ortes
- Ernst Münch (1869–1955), deutscher Bürgermeister und Politiker